# Nebria (Eunebria)
Nebria (Eunebria) – podrodzaj chrząszczy z rodziny biegaczowatych i podrodziny Nebriinae.

## Taksonomia
Takson opisany został w 1937 roku przez René Jeannela. Gatunkiem typowym został Carabus psammodes P. Rossi, 1792.

## Rozprzestrzenienie
Chrząszcze te zasiedlają krainę palearktyczną. W Europie występuje 5 gatunków z tego podrodzaju, z czego w Polsce 2: N. (E.) picicornis i N. (E.) jockischii.

## Systematyka
Należą tu 43 opisane gatunki:
- Nebria aborana Andrewes, 1925
- Nebria ambigua Glasunov, 1902
- Nebria boiteli Alluaud, 1932
- Nebria cameroni Andrewes, 1925
- Nebria cinctella Andrewes, 1925
- Nebria composita Ledoux et Roux, 1993
- Nebria davatchii Morvan, 1974
- Nebria decatrai Ledoux et Roux, 1996
- Nebria ferganensis Shilenkov, 1982
- Nebria fongondi Ledoux, 1981
- Nebria grombczewskii Semenov, 1891
- Nebria grumi Glasunov, 1902
- Nebria haberhaueri Heyden, 1889
- Nebria jarrigei Ledoux et Roux, 1991
- Nebria jockischii Sturm, 1815
- Nebria kirgisica Shilenkov, 1982
- Nebria lewisi Bates, 1874
- Nebria limbigera Solsky, 1874
- Nebria merkliana Apfelbeck, 1904
- Nebria mniszechii Chaudoir, 1854
- Nebria nana Ledoux et Roux, 1996
- Nebria nanshanica Shilenkov, 1982
- Nebria nataliae Kabak et Putchkov, 1996
- Nebria nigerrima Chaudoir, 1846
- Nebria oberthueri Ledoux et Roux, 1991
- Nebria panshiri Ledoux et Roux, 1997
- Nebria perlonga Heyden, 1885
- Nebria picicornis Fabricius, 1801
- Nebria picta Semenov, 1891
- Nebria plagiata Banninger, 1923
- Nebria przewalskii Semenov, 1889
- Nebria psammodes (P. Rossi, 1792)
- Nebria psammophila Solsky, 1874
- Nebria pulcherrima Bates, 1873
- Nebria pulchrior Maindron, 1906
- Nebria sublivida Semenov, 1889
- Nebria talassica Shilenkov, 1982
- Nebria tetungi Shilenkov, 1982
- Nebria torosa Ledoux, Roux et Sciaky, 1994
- Nebria tschatkalica Kabak et Shilenkov, 2001
- Nebria uenoiana Habu, 1972
- Nebria xanthacra Chaudoir, 1850
- Nebria yunnana Banninger, 1928